# Великий герцог

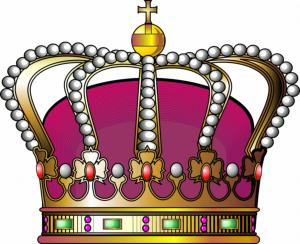
Германская корона великого герцога

Великий ге́рцог — европейский наследуемый титул определённых самостоятельных государей или членов определённых королевских семей. Согласно международному праву, этот титул стоит ниже императора, короля или эрцгерцога, но выше принца или герцога. Великий герцог носит титул «Королевское Высочество». Титул великого герцога в настоящее время носится правителем Люксембурга (Великое Герцогство Люксембурга), а также правителями некоторых виртуальных государств. В истории прежде этот титул носился правителями:
- ряда таких независимых государств, как Великое герцогство Тосканское (существовало в 1569—1860 годах до присоединения к Италии);
- великих герцогств Баден, Гессен, Ольденбург, Мекленбург-Шверин, Мекленбург-Стрелиц и Саксен-Веймар (существовали в 1815—1918, ныне часть Германии);
- автономии в некоторых странах, в русской историографии именуемые как княжества (Великое княжество Финляндское[1][2] или Великое княжество Литовское).

## Краткая история
Герцог Флоренции, Козимо I де Медичи, был первым правителем, которому в 1569 году был дарован этот титул папой Пием V; он долго не мог добиться признания его со стороны императора, и оно последовало лишь тогда, когда сын и преемник Козимо, Франческо, в 1575 году женился на сестре императора Максимилиана II. Титул «Королевское Высочество» был присоединён к титулу великого герцога в 1699 году и перешёл от Флоренции на Тоскану.
Наполеон I создал нового великого герцога, когда даровал в 1806 году Мюрату герцогство Бергское, после чего и владетельные князья Гессен-Дармштадтский, Баденский и Вюрцбургский (прежде великий герцог Тосканский), присоединясь к Рейнскому союзу, приняли тот же титул. В 1810 году и князь-примас фон Дальберг (раньше курфюрст Майнцский) был возведён Наполеоном I в великого герцога Франкфуртского.
На основании постановлений Венского конгресса, этот титул (кроме изгнанной из Тосканы ветви Габсбургско-Лотарингского дома) носили правители Бадена, Гессена, Люксембурга, Мекленбург-Шверина, Мекленбург-Стрелица, Ольденбурга и Саксен-Веймара, а также, в числе других титулов, король Прусский, как великий герцог Нижнерейнский и Познанский.
После революции 1918 года в Германии единственным великим герцогством в мире остаётся Люксембург.

## Великий князь
Великими князьями (англ. grand prince / great prince) называли средневековых монархов, правивших несколькими племенами или являвшихся сюзеренами некоторых других князей. Подобных государей нередко именовали королями или царями, в немецком языке их называли «царьками» (нем. Kleinkönig). Однако великие князья не имели такой же богатой родословной, как западноевропейские правители, поэтому находились по статусу намного ниже. Парадокс заключался в том, что слово «князь» в русском языке и других славянских языках (например, knez в сербохорватском) восходило к древнегерманскому *kun-ing-, от которого появились английское king и немецкое König; слово «князь» на английский нередко переводится как «prince». Позже титул великого князя стал соответствовать титулу великого герцога на Западе.
В Восточной Европе наиболее известными правителями, носившими именно титул «великого князя», были правители Великого княжества Литовского и Великого княжества Московского; после коронации на царство Ивана Васильевича в 1547 году и его провозглашения царём он фактически стал равным по статусу другим государям Европы; после заключения между Великим княжеством Литовским с Королевством Польским Люблинской унии титул великого князя Литовского стал присваиваться и королю Польши как главе государства. Равным по значению и статусу великому князю был титул господаря Валахии.
Титул великого князя Финляндского носили сначала король Швеции, а после 1809 года и император России. В настоящее время титул великого князя не используется никем из действующих правителей Европы.

## Формы обращения
Великого герцога или великую герцогиню, как правило, называют «Ваше/Его/Её Королевское Высочество» (англ. Your/His/Her Royal Highness, сокращённо HRH), что может объясняться родством представителей семейства с королевскими домами Европы, к главам которых обращаются не только «Ваше/Его/Её Королевское Величество» (англ. Your/His/Her Royal Majesty, сокращённо HRM). К наследнику трона обращаются «Ваше/Его/Её Герцогское Высочество» (англ. Your/His/Her Ducal Highness).
К Императрице Всероссийской Александре Фёдоровне ещё до её свадьбы с цесаревичем Николаем Александровичем, будущим императором Николаем II, обращались именно как «её герцогское высочество»: в Германии её величали «Её Великое герцогское королевское высочество Алиса Гессенская и Рейнская» (нем. Ihre Großherzogliche Hoheit Prinzessin Alix von Hessen und bei Rhein). В некоторых других великих герцогствах к младшим членам королевской семьи просто обращались «Ваше/Его/Её Высочество».
С 1919 года ко всем членам правящей семьи Великого герцогства Люксембурга обращаются «Королевское Высочество» как к потомкам ветви Пармских Бурбонов, младшей ветви Испанских Бурбонов.
К великим герцогам Тосканским из Габсбург-Лотарингского дома, которые были членами австрийской императорской семьи, обращались «императорское и королевское высочество». К великим князьям и княгиням династии Романовых обращались «Ваше императорское высочество» по аналогии с великими герцогами стран Европы.